# Antun Mihanović
Antun Mihanović (Zagreb, 10. lipnja 1796. – Novi Dvori Klanječki kraj Klanjca, 14. studenoga 1861.), bio je hrvatski književnik i pravnik.

## Životopis
Antun Mihanović rodio se 1796. godine u Zagrebu. Rodio se u obitelji zagrebačkoga posjednika Matije Mihanovića i Justine rođ. Kušević. U Zagrebu je završio pučku školu i Klasičnu gimnaziju 1809. godine. Studirao je filozofiju i pravo na Kraljevskoj akademiji znanosti u Zagrebu. Nakon studija filozofije koji je upisao 1809. godine a svršio ga 1811. godine, pravo je studirao od 1811. godine i svršio ga diplomiravši 1813. godine u Zagrebu. Radio je kao pravnik 1813. godine pri Banskome stolu u Zagrebu a od 1815. do 1821. godine bio je vojni sudac, pretežito u Italiji, potom upravni činovnik u Rijeci od 1823. do 1836. godine. Od 1825. do 1827. godine bio je, zajedno s Andrijom Ljudevitom Adamićem, zastupnik Rijeke na Požunskom saboru, a u Rijeci je i napisao stihove pjesme Horvatska domovina (Lijepa naša). Poslije toga prešao je u austrijsku diplomaciju i službovao od 1836. do 1858. godine. Bio je prvi austrijski konzul u Beogradu zatim je bio konzul u Solunu, Smirni, Carigradu i Bukureštu. Umirovljen je 1858. godine kao ministarski savjetnik i od tada je do smrti živio u Novim Dvorima gdje je umro 1861. godine.
Pokopan je 18. studenoga 1861. godine na klanječkome groblju, a 1878. godine njegovi posmrtni ostatci preneseni su sa staroga župnoga groblja na novo.

## Književno stvaralaštvo
U mladosti je pisao naučne rasprave i eseje a kasnije, u muževnoj dobi, pjeva pjesme kojih je napisao samo desetak. Antun Mihanović autor je i nevelike, ali važne knjižice Reč domovini od hasnovitosti pisanja vu domorodnom jeziku koju je objavio u Beču 1815. godine. U ovom djelu je iznio ideje iz kojih se kasnije razvio i program Hrvatskoga narodnog preporoda Ljudevita Gaja i ostalih iliraca. Hrvatski književni povjesničar Antun Barac za to razdoblje napisao je kako je to vrijeme „(...) kad je u hrvatskoj književnosti vladala pustoš, a u hrvatskoj javnosti nemar prema hrvatskom jeziku. Njome je htio razbuditi narodni ponos i svijest, da samo na vlastitom jeziku čovjek može izreći sve, što želi. Istaknuto je, da se do izražajnog savršenstva može razviti samo jezik kojim narod i govori i piše. Dokazivao je koliko snage moraju izgubiti ljudi koji su prisiljeni učiti strane jezike. Tvrdio je da se samo na materinskoj riječi može stvarati prava kultura i suzbijati praznovjerje i zaostalost. I njegovi su pogledi obuhvatili cijelo slavenstvo, ali su se u prvom redu zaustavljali na hrvatskomu narodu”.
Istraživao je i otkrivao te strastveno prikupljao stare listine i rukopise, rijetke knjige i drugu spomeničku građu a poglavito građu o hrvatskoj prošlosti. Pronašao je rukopis Gundulićeva Osmana u Veneciji 1818. godine i potaknuo njegovo objavljivanje koje se nije odmah ostvarilo već je bilo objavljeno kao prva knjiga kojom je Matica ilirska 1844. godine otpočela svoju izdavačku djelatnost. Na Svetoj Gori pronašao je Zografsko evanđelje i tzv. Mihanovićev odlomak.

## Hrvatska himna
Mihanović je neprolaznu slavu stekao pjesmom „Horvatska domovina” koja je krajem 19. stoljeća postala hrvatska himna. Pjesma je prvi put objavljena u desetom broju Gajeve Danice, 14. ožujka 1835. godine. „U njoj je pjesnik sabrao sve što se od nas ne da otkinuti dok živimo kao narod što će uvijek oživljavati i buditi naša rodoljubna čuvstva” (Antun Barac). Za Horvatsku domovinu ili, prema prvom stihu, Lijepu našu ishitreni napjev uglazbio je, prema uvriježenom mišljenju, Vinkovčanin Josip Runjanin a ukajdio ga je, po predaji veoma točno, učitelj pjevanja i organist prvostolne crkve u Zagrebu Vatroslav Lichtenegger. Prvi put javno je izvedena 1861. godine. Kao nacionalna himna prihvaćena je 1891. godine.

## Djela
- Reč domovini od hasnovitosti pisanja vu domorodnom jeziku, Beč, 1815. (rpr. Međunarodni slavistički centar SR Hrvatske [etc.], Zagreb, 1985.; Hrvatski državni arhiv, Zagreb, 2012.)
- Znanostih i narodnoga jezika prijateljem, Padova, 1818.

### Posmrtno
- Lijepa naša domovino: u spomen odkrića spomenika u Klanjcu dne 7. kolovoza 1910.: sa 8 slika, Hrvatsko društvo za pučku prosvjetu, Zagreb, 1910.
- Moja domovina, izbor Joža Skok, Naša djeca, Zagreb, 1993.

## Galerija
- Spomen ploča Antunu Mihanoviću.
- Poprsje Antuna Mihanovića u Tuheljskim Toplicama, podno Dvorca Mihanović.
- Poprsje Antuna Mihanovića u Klanjcu.
- Spomenik Antunu Mihanoviću u Omišu.
- Spomenik hrvatskoj himni u Zelenjaku, na cesti Klanjec-Kumrovec.
- Detalj Spomenika hrvatskoj himni.
- Ulica Antuna Mihanovića u Zagrebu.

## Vanjske poveznice
|  | Zajednički poslužitelj ima još gradiva o temi Antun Mihanović |
|  | Wikizvor ima izvorna djela autora: Antun Mihanović            |

- Hrvatski preporoditelji za svoj narod: 1815-1832, digitalnezbirke.kgz.hr (sadrži Reč domovini od hasnovitosti pisanja vu domorodnom jeziku, str. 17–25.)
- Danicza horvatzka, slavonzka y dalmatinzka, na portalu NSK Stare hrvatske novine.